# Tesino
Pour les articles homonymes, voir Castello Tesino, Cinte Tesino et Pieve Tesino.
Le Tesino est une rivière de la région des Marches qui coule dans la province d'Ascoli Piceno. 
Elle suit un parcours rectiligne de 37 km qui passe par les communes de Force, Rotella, Montedinove, Castignano, Montalto delle Marche, Cossignano, Offida et Ripatransone. Son cours se termine au sud de Grottammare. D'un débit modeste par son  caractère torrentiel, elle ne possède pas d'affluent important. 